# Rotaglasögonfågel
Rotaglasögonfågel (Zosterops rotensis) är en akut utrotningshotad fågel i familjen glasögonfåglar som enbart förekommer på en enda ö i ögruppen Nordmarianerna i västra Stilla havet.

## Utseende och läten
Rotaglasögonfågeln är en liten (10 cm), sångarlik fågel som rör sig runt i smågrupper. Den är gulgrön ovan och saffransgul på undersida och tygel. Runt ögat syns en tydlig vit ögonring. Den är mer tystlåten och tillbakadragen än de flesta glasögonfåglar, men kan höras yttra låga och hårda "tscheip", elektriska "zee-zee-zeeee" och tvåtoniga "see-tseep".

## Utbredning och status
Fågeln förekommer endast på Sabena Plateau på Rota i Nordmarianerna. Arten har minskat mycket kraftigt på grund av bland annat habitatförlust, men sedan 1990-talet ökar den i antal igen och beståndet uppskattas idag till mellan 3750 och 14.000 individer. Internationella naturvårdsunionen IUCN behåller arten dock än så länge i hotkategorin akut hotad, bland annat på grund av risken att den invasiva ormarten Boiga irregularis sprider sig till ön. På närliggande öar har predation av denna orsakat stor förödelse bland fågelpopulationer.